# 이스라엘의 아랍계 시민
이스라엘의 아랍계 시민, 아랍계 이스라엘인 또는 이스라엘계 아랍인은 이스라엘에서 가장 큰 소수 민족이다. 아랍어로 구어적으로 48인의 아랍인 또는 48인의 팔레스타인인으로 지칭되는데, 이는 그들이 이스라엘 영토에 남아 있다는 사실을 나타낸다. 1949년 휴전 협정의 일환으로 이스라엘과 아랍 국가 간에 그린 라인 (이스라엘)이 합의되었기 때문이다. 여러 소식통에 따르면 현재 이스라엘 내 아랍인의 대다수는 이스라엘의 팔레스타인 시민으로 확인되는 것을 선호한다. 국제 언론 매체에서는 이스라엘 점령 지역에 거주하는 팔레스타인 아랍인과 이스라엘의 아랍 시민을 구별하기 위해 "아랍-이스라엘" 또는 "이스라엘-아랍"이라는 용어를 사용한다. 그들은 1925년 팔레스타인 시민권 명령을 통해 영국의 팔레스타인 위임통치령에 속한 아랍인들의 후손이다. 아랍어와 히브리어를 모두 구사한다.

## 같이 보기
- 이스라엘인